# Lipcsei Könyvdíj az Európai Megértésért
A Lipcsei Könyvdíj az Európai Megértésért (német nyelven: Leipziger Buchpreis zur Europäischen Verständigung) évente adományozott rangos német irodalmi díj.

## A díjról
A díjat 1994 óta ítélik oda olyan személyeknek, akik könyvükkel kiemelkedő szolgálatot tettek a kölcsönös megértés előmozdítása érdekében Európában, különösen Közép- és Kelet-Európa országaiban.
Szászország Állami Tudományos, Kulturális és Idegenforgalmi Minisztériuma és Lipcse városa adományozza. A kuratóriumban képviselteti magát a Börsenverein des Deutschen Buchhandels (Német Könyvkereskedelem Tőzsdei Szövetsége) és a Leipziger Messe GmbH (Lipcsei Vásár Kft.) is. A díj húszezer euró pénzjutalommal jár. A díjazott személyt rangos nemzetközi zsüri választja ki.
A díjat évente hagyományosan a Lipcsei Könyvvásár megnyitóján adják át a lipcsei Gewandhausban.

## A díj nyertesei
- 1994 Ryszard Kapuściński (Lengyelország)
- 1994 Eckhard Thiele (Németország)
- 1995 Nádas Péter (Magyarország)
- 1995 Swetlana Geier (Németország)
- 1996 Aleksandar Tišma (Szerbia)
- 1996 Fritz Mierau (Németország)
- 1997 Kertész Imre (Magyarország)
- 1997 Antonín J. Liehm (Csehország)
- 1998 Szvjatlana Aljakszandravna Alekszievics (Belarusz)
- 1998 Ilma Rakusa (Svájc)
- 1998 Andreas Tretner (Németország)
- 1999 Eric Hobsbawm (Egyesült Királyság)
- 1999 Nenad Popović (Szerbia)
- 2000 Hanna Krall (Lengyelország)
- 2000 Peter Urban (Németország)
- 2001 Claudio Magris (Olaszország)
- 2001 Norbert Randow (Németország)
- 2002 Bora Ćosić (Szerbia)
- 2002 Ludvík Kundera (Csehország)
- 2003 Hugo Claus (Belgium)
- 2003 Barbara Antkowiak (Németország)
- 2004 Dževad Karahasan (Bosznia–Hercegovina)
- 2004 Csordás Gábor (Magyarország)
- 2005 Slavenka Drakulić (Horvátország)
- 2006 Jurij Ihorovics Andruhovics (Ukrajna)
- 2007 Gerd Koenen (Németország)
- 2007 Mihail Kuzmics Riklin (Oroszország)
- 2008 Geert Mak (Hollandia)
- 2009 Karl Schlögel (Németország)
- 2010 Dalos György (Magyarország)
- 2011 Martin Pollack (Ausztria)
- 2012 Ian Kershaw (Egyesült Királyság)
- 2012 Timothy D. Snyder (Egyesült Államok)
- 2013 Klaus-Michael Bogdal (Németország)
- 2014 Pankaj Misra (India)
- 2015 Mircea Cărtărescu (Románia)
- 2016 Heinrich August Winkler (Németország)
- 2017 Mathias Enard (Franciaország)
- 2018 Åsne Seierstad (Norvégia)
- 2019 Masha Gessen (Amerikai Egyesült Államok/Oroszország)
- 2020 Földényi F. László (Magyarország) – A melankólia dicsérete című kötetéért[2]
- 2021 Johnny Pitts (Egyesült Királyság/Amerikai Egyesült Államok) – Afropäisch. Eine Reise durch das schwarze Europa /Afropean. Utazás a fekete Európában/ című kötetéért[3]
- 2022  Karl-Markus Gauß (Ausztria) – Die unaufhörliche Wanderung: Reportagen című kötetéért[4]
- 2023 Marija Mihajlovna Sztyepanova (Мария Михайловна Степанова, Oroszország) – Mädchen ohne Kleider című verseskötetéért[5]
- 2024 Omri Boehm (Németország/Izrael)[6]